# Chords
Chords, pseudonimo di Jens Eric Resch Thomason (Helsingborg, 12 agosto 1978), è un cantante e rapper svedese.

## Biografia
Chords ha fatto il suo debutto da solista con l'album in studio The Garden Around the Mansion (2003). Cinque anni più tardi viene reso disponibile per il consumo il secondo LP Things We Do for Things, prima entrata dell'artista nella top 30 della Sverigetopplistan.
Gli LP Looped State of Mind e Poisson noir_sans bars sono stati pubblicati rispettivamente nel 2012 e nel 2020. È stato candidato per il Grammis al compositore dell'anno.

## Discografia

### Album in studio
- 2003 – The Garden Around the Mansion
- 2008 – Things We Do for Things
- 2012 – Looped State of Mind
- 2020 – Poisson noir_sans bars

#### Singoli
- 2002 – Supermarket Sweep/Idiot Savant
- 2012 – The Dude

### Helt Off
- 2004 – Helt Off
- 2006 – I Huset
- 2010 – Marknadens soldat
- 2013 – Sakta i backarna
- 2015 – Riktig riktig